# Them Bones
"Them Bones" é a primeira canção do álbum Dirt, da banda Alice in Chains.

## Posição nas paradas musicais
| Parada (1992–1993)                             | Melhor posição |
| ---------------------------------------------- | -------------- |
| Austrália (ARIA)                               | 93             |
| European Hot 100 Singles (Music & Media)       | 76             |
| Irlanda (IRMA)                                 | 22             |
| Reino Unido (UK Singles Chart)                 | 26             |
| Estados Unidos (Billboard Mainstream Rock)     | 24             |
| Estados Unidos (Billboard Alternative Airplay) | 30             |